# Museum Ladin
Das Museum Ladin ist eine Einrichtung mit zwei Standorten im Südtiroler Gadertal, die sich thematisch mit Ladinien und den Ladinern befassen. Der Sitz auf Schloss Thurn (ladinisch Ćiastel de Tor) in St. Martin ist mehr kulturgeschichtlich ausgerichtet, der Sitz in St. Kassian in erster Linie naturwissenschaftlich. 

## Inhaltliches Profil
Das Museum deckt ein breites Spektrum verschiedener Themen ab. Gezeigt werden archäologische Fundstücke aus Ladinien. Weitere historische Schwerpunkte sind die Herrschaftsrechte in den Dolomitentälern und die moderne Tourismusgeschichte. Die Besucher werden auch über die ladinische Sprache informiert. Volkskundliche Aspekte werden anhand des lokalen Kunsthandwerks behandelt. Teile der Ausstellung beschäftigen sich mit Geologie und zeigen Fossilien.

## Geschichte und Organisation
1996 erwarb das Land Südtirol Schloss Thurn (Standort: ⊙) um ein „ladinisches“ Museum einzurichten. Die Eröffnung erfolgte im Jahr 2001, seit 2003 gehört es zu den Südtiroler Landesmuseen. Im Jahr 2011 wurde neben dem Museum Ladin Ćiastel de Tor der zweite Sitz eröffnet, das Museum Ladin Ursus ladinicus in St. Kassian in der Gemeinde Abtei (Standort: ⊙). Es zeigt vornehmlich geologische Exponate und Fossilien, darunter die in einer Grotte beim Piz Cunturines gefundenen fossilen Knochen eines Bären, der entweder einer Unterart des Höhlenbären angehörte oder als Ursus ladinicus eine eigene Art war.